# Eu, robotul
Eu, robotul (în engleză I, Robot)  este un film științifico-fantastic și de acțiune realizat în 2004. Filmul a fost regizat de Alex Proyas și produs de John Davis, Topher Dow, Wyck Godfrey, Laurence Mark și Will Smith. Scenariul a fost creat de Jeff Vintar, Akiva Goldsman și Hillary Seitz și se bazează pe o scurtă povestire a lui Isaac Asimov cu același nume. Will Smith a jucat în rolul principal interpretând pe detectivul Del Spooner, care urăște roboții și este împotriva integrării lor în viața de zi cu zi. 
Povestea are loc în 2035 la Chicago, într-o lume în care roboții sunt apariții obișnuite și sunt folosiți în variate domenii. 
- Producător: 20th Century Fox
- Distribuitor (internațional): InterComFilm Romania
- Data lansării (SUA): 16 iulie 2004
- Începerea filmărilor: 5 mai 2003
- Buget: 105.000.000 dolari americani
- Încasări la lansare: 52.179.887 dolari americani

## Distribuția
- Will Smith, detectiv Del Spooner
- Bridget Moynahan, doctor Susan Calvin
- Alan Tudyk, robotul Sonny
- James Cromwell, doctor Alfred Lanning
- Bruce Greenwood, Lawrence Robertson
- Shia LaBeouf, Farber
- Chi McBride, locotenent John Bergin
- Terry Chen, Chin
- Fiona Hogan, V.I.K.I.
- Adrian Ricard, Gigi (Granny)

## Vezi și
- Listă de filme distopice